# Symplocos lasseri
Symplocos lasseri är en tvåhjärtbladig växtart som beskrevs av Julian Alfred Steyermark. Symplocos lasseri ingår i släktet Symplocos och familjen Symplocaceae. Inga underarter finns listade i Catalogue of Life.